# Ben 10: Omniverzum
A Ben 10: Omniverzum (eredeti cím: Ben 10: Omniverse) 2012 és 2014 között vetített amerikai televíziós számítógépes animációs kalandsorozat, amelyet a Man of Action alkotott. Ez a Ben 10 negyedik sorozata, a Ben 10: Ultimate Alien folytatása. Amerikában 2012. szeptember 22-én volt a premierje.  2012. szeptember 26-án Magyarországon is bemutatták, melynek tiszteletére a CartoonNetwork.hu átmenetileg Ben 10-es köntösbe bújt.

## Ismertető
A sorozat a tizenhat éves Ben Tennyson kalandjairól szól. Ő és társa Rook felfedeznek egy földalatti világot ahol csak idegen lények vannak.

## Szereplők

### Főszereplők
Ben Tennyson:
Az Omnitrixet viseli.
Rook:
A szuperképességekkel rendelkező Rook Ben új segítője. Protonfegyverzetének köszönhetően bármilyen ellenség tűzerejét képes visszaverni. A tűzkampók kilövellésére is képes protonpisztoly számtalan fegyverré át tud alakulni az ellenséges támadások során.

### Főellenségek
Khyber a vadász:
Khyber a vadorzó kivételes nyomkövető és könyörtelen gonosz, aki végtelen türelméről ismerhető fel: hosszú ideig képes megfigyelni ellenségeit, és kitartásával levadászni őket.
Khyber vérebe:
A nyakában lógó Nemetrixnek köszönhetően Khyber vérebe képes a galaxis tíz legveszedelmesebb ragadozójának bármelyikévé átváltozni. Ezek a gonosz teremtmények Ben bármely idegenjének veszélyes ellenfelei. Később Kevin kutyája.
Rákdózer:
Rákdózer a Nemetrix egyik lénye. Képességei: Ellenáll a tűznek, nagy és erős.
Bogárgyík
Dr.Psychobos
A Cerebrocrustacean fajba tartozó gonosz páncélos géniusz, Dr.Psychobos a Nemetrix alkotója.

### Omnitrix idegenek
Bloxx:
Bloxx egy LEGO építőkockákból fölépülő űrgorilla. Képes bármilyen egyszerű, nagyméretű tárggyá, alakulni, nagy formákat fölvenni sérüléseit kijavítani és roppant erőseket ütni.
Feedback:
Magas, vézna, fekete-fehér színű és egy szemű idegen. A fején lévő csápokon és a farka végén lévő aranyszínű konnektordugókkal illetve az ujjai legvégén található aranyszínű csőcsatlakozókkal képes elszívni az ellenség összes elektromos energiáját, és azzal tölteni saját magát. Végül az elszívott energiát hasznosítja, és áramtámadásokkal sújt le az ellenségre.
Shocksqatch:
Ő egy nagy, sárga-fekete-fehér szőrű, szürke bőrű, jetire emlékeztető lény. Rendkívül erős idegen. Képes elképesztő mennyiségű elektromos energiát generálni, majd azzal elektromos villámokat gerjeszt, amiket majd az ellenségeire szór.
Csupakéz:
Vörös, nagy, izmos, négyszemű, négykarú idegen. Ereje óriási. Ütései bénítóak. Képes óriási ütéseivel elsöprő lökéshullámokat kelteni. Akár egy nagyon nehéz tárgyat is föl bír emelni, hogy azzal sújtson le a rossz fiúkra.
Ágyúgolyó:
Íme a megfékezhetetlen Ágyúgolyó. Képes szinte elpusztíthatatlan golyóvá átalakulni, és odasózni az ellenségnek.
Lánglovag:
Lánglovag most még tüzesebb, mint valaha. Ökleivel tűzgolyózáport szór az ellenségeire, tűzdeszkáján képes átszelni az eget és visszaverni a perzselően forró és sokkolóan hideg támadásokat.
Gyémántfej:
Íme a kristályenergiát használó Gyémántfej. Kristályfejével bármilyen energiatámadást képes elnyelni, és kristálypajzsát vagy -kardját használva gyémántszilánkokat lövell ki a kezéből az ellenségekre.
Gravattack:
Gravattack tulajdonképpen egy kisbolygó, középpontjában olvadt magmával. Saját gravitációs erejével képes az ellenséget tömegvonzását csökkenteni vagy növelni, így kihívói pihekönnyűvé vagy éppen 100 tonnás monstrummá is válhatnak!
Mennykőcske:
Egy rovarszerű keményfejű idegen akinek az ugrás a legjobb támadása, de meg is tud nőni a testrésze mint Venyigének.
Reppencs:
Újabban a szeméből jön ki a nyálka és ugyanúgy rossz neki a víz mert elázik a szárnya.
Labdazsizsik:
Egy kis bogár aki labdákat nyom ki magából.
Óriásszaurusz: Egy normálisan 7-8 méteres barna ember-dinoszaurusz keverék a viasszaurusz fajtából. Szuper erős és képes 16-20 méteresre nőni.
Nagyfagy: Embermagasságú, kék-fekete bőrű, hosszú pillangószárnyú, csápokkal ellátott és nagy szemű nelrofriggiai lény. Képes fagyasztó ködöt létrehozni és átsuhanni a falakon.
Echo Echo: 40 centiméter magas, fehér, DNS-sel ellátott, szilikonból készült élő robot. A sonorosiai faj tagja. Képes ultrahangot létrehozni és osztódni.
Majompók: Egyméteres kék, négykarú- és szemű, majomra emlékeztető külsejű lény. Az arachnichimp faj tagja.Képes selyemhálót lőni és falra mászni.
Hólyag: Kétméteres, zöld és folyékony lény. Egy mesterséges Anti gravitációs elosztólemez segítségével tud mozogni. Képes bárhova elfolyni és marósavat fröcskölni.
Sugárrája: Embermagas, vörös, sárga maszkú repülő lény. Képes szemével lézersugarat lőni, tud repülni és úszni.
X-lény: Embermagas, fekete, ember alakú, háromszarvú lény. Bőrén égboltmetszet található. A világegyetemen kívüli helyen él egy csillagködben. Bármire képes, viszont ehhez meg kell győznie Serenát és Belliciust arról, hogy miért kell neki az erő. Amíg ez nem történik meg, addig meditációs állapotba kerül.
Picuri: Egy centiméteres, egyszemű és szürke lény. A nanomechiai faj tagja. Egy robot. Képes akár 1 nanométeresre is összehúzódni, repülni és energiavillámokat szórni.
Óriás: 150 méteres, vörös-fehér lény. Képes bármekkorára megnőni és lézersugarakat lőni. Szupersebességgel rendelkezik. 
Frász: Tigrisére emlékeztető mintázatú, farkas-tigris-ember keverék. Rendkívül buta, agresszív és erős lény. Az Appoplexian faj tagja. Karmaival bármit át tud vágni.
Sarkcsillag: Kétméteres, sárga-fekete-szürke lény. A biosovortiai faj tagja. Mágneses erejének köszönhetően képes fémeket vonzani és ha szétesik, darabjai újra összeállnak.
Medúza: Egyméteres, kék-fehér, medúzáéra emlékeztető formájú lény. Az amperi faj tagja. Képes repülni, gyorsan úszni, energiapajzsot létrehozni és elektromos bombákat lőni.
Vizigót: Embermagas vörös-fekete lény. Az orishai faj tagja. Kőkemény páncélja van, ami megvédi a támadásoktól. Képes vízostort létrehozni.
Búgócsiga: Embermagas, sárga-zöld teknősbéka. A geochelone aerio faj tagja. Képes repülni és szelet gerjeszteni. Immunis Gwen mannájára.
Karófúró: Kétméteres, sárga páncélú, ember-egér keverék. A talpaedai faj tagja. Szuper erős és képes alagutat fúrni, földrengést kelteni.
Erőgép: Vörös, fénylő, radioaktív és zöld kényszerzubbonyt viselő lény. A prypiatosian-B faj tagja. Képes lézert lőni és bármit elolvasztani.
Vadorzó: Narancsszínű, szem nélküli lény. A vulpimancer faj tagja. Hőlátása van, kitűnő szaglása. Nagyon mozgékony és képes tüskéket kilőni a hátából.
Penge: Fehér bőrű, halra emlékeztető formájú lény. A piscciss volann faj tagja. Kevés ideig bírja víz nélkül. Lábát farokúszóvá tudja alakítani és segítségével gyorsan tud úszni. Körmei és fogai rendkívül erősek.
Böffencs: Zöld-sárga színű, kicsi idegen. A gourmand faj tagja. Képes bármit megenni, a gyomrában átalakítani lézeres lövedékké, és azt kiböfögni.
Sarkigyík: Fagyasztó sugárt lő ki a szájából, képes a falon megtapadni, és nagyot ugrani.
Időgép: Egy robot páncélt viselő idegen időutazó képességekkel.
Gyorsjárat: Egy kék és fekete színű idegen szuper sebességgel. Erősebb elődjénél, Villámmanónál. Egyszarvú (Eatle)
Villámmanó: Egy kék és fekete színű idegen szuper sebességgel. Görgők helyezkednek el a lábán és ollók a kezén.
Kickin' Hawk: Óriási kakasra hasonlít. Erőteljes nagy rugásai vannak. Alkarján pengék találhatóak. Erős csőre van.
Astrodactyl: Hátizsákjának köszönhetően szuper sebességre és villámgyors mozgásra , fényostorával pedig hatalmas csapásokra képes.
Kacs-ó: Ez a lény a kezeit lövi ki, és képes az ellenfelét körbetekerni. Gyengeség: ha megfagyasztják nem tud kitörni. Magasság: 3 méter körül 
Észlény: Kutyaméretű, rozsdaszínű, rákra emlékeztető formájú lény. Koponyája felnyitható. Képes agyával elektromos villámokat szórni és ha elég erősen koncentrál, képes tárgyakat emelni a képzeletével. Szuper intelligens. 
Dettó: Ez az idegen korlátlan mennyiségben képes reprodukálni magát, ezáltal létrehozván önállóan gondolkodó és tevékenykedő klónokat. A nagyszámú osztódásnak azonban nincs sok értelme, mert minden osztódásnál megfeleződik a lény ereje. Fizikailag ugyanis elég gyenge. Amit az egyik klón érez, azt érzi az összes többi is, így tehát ha az egyik elpusztul, elpusztul mind. 
Kromakő: Kétméteres, sötétlila-pink színű, egyszemű lény. Képes energiát elnyelni és azt lézerré alakítani. Szinte teljesen sebezhetetlen. 
Gülüszem: Ennek az idegennek rengeteg szeme van. Ezekből képes zöld energiasugarakat lövellni. Szinte az egész testén megtalálhatóak Gyengeségei konkrétan még nem ismertek, ám feltételezhető, hogy bármilyen szemet irritáló anyag veszélyes ránézve.  
Venyige: Növény alapú idegen. Meg tudja növeszteni bármelyik végtagját. Nagyon nyúlékony, teste igen strapabíró. A hátán termő magok, robbanékonyak, vagy füstbombaként is bevethetőek. Gyenge pontját a szélsőséges hőmérsékletek, a tűz és a fagy jelentik. 
Ragacska: Egy alig 15 centiméteres idegen. Intelligens, kreatív és találékony. Ragadós végtagjai vannak. Fizikailag nagyon gyenge. 
G-nóm: Kis goblin-ördög szerű lény. Képessége hogy akármit hipergyorsan tönkretesz, de ugyanolyan gyorsan meg is tudja javítani. Legnagyobb gyengesége, hogy erős kényszere van a zúzásra. 
Toepick: Zöld bőrű, ogre-szerű idegen, egy sötétzöld-fekete színű fém sisak található a fején. A fém sisakból két szarv áll ki az oldalán. A sisaknak 5 rácsa van, bár három-e közül az ajtó. Toepick a félelemre alapoz. Ha kinyílik az ajtó és megmutatja az arcát mindenki halálra ijed.

## Epizódok
| Évad | Évad                 | Epizodók | Eredeti bemutató     | Eredeti bemutató   | Magyar bemutató      | Magyar bemutató    |
| Évad | Évad                 | Epizodók | Kezdés               | Vége               | Kezdés               | Vége               |
| ---- | -------------------- | -------- | -------------------- | ------------------ | -------------------- | ------------------ |
| 1    | Egy új kezdet        | 10       | 2012. szeptember 22. | 2012. november 17. | 2012. szeptember 26. | 2013. március 6.   |
| 2    | Malware bosszúja     | 10       | 2012. november 24.   | 2013. február 2.   | 2012. november 14.   | 2013. október 2.   |
| 3    | Incursean megszállók | 10       | 2013. február 9.     | 2013. április 6.   | 2013. október 9.     | 2013. november 13. |
| 4    | A klónok párbaja     | 10       | 2013. október 5.     | 2013. december 7.  | 2013. november 20.   | 2014. január 22.   |
| 5    | Galaktikus szörnyek  | 10       | 2014. február 15.    | 2014. április 19.  | 2014. május 12.      | 2014. május 23.    |
| 6    | A gonosz Rooterek    | 10       | 2014. október 6.     | 2014. október 14.  | 2014. november 3.    | 2015. május 19.    |
| 7    | Őrült rémálom        | 10       | 2014. október 20.    | 2014. október 31.  | 2014. november 13.   | 2015. május 29.    |
| 8    | Időháború            | 10       | 2014. november 3.    | 2014. november 14. | 2015. október 12.    | 2015. október 23.  |

## Szinkron

### Főszereplők
| Szereplő     | Eredeti hang    | Magyar hang     |
| ------------ | --------------- | --------------- |
| Ben Tennyson | Yuri Lowenthal  | Markovics Tamás |
| Rook Blonko  | Bumper Robinson | Kossuth Gábor   |

### Mellékszereplők
| Szereplő             | Eredeti hang               | Magyar hang    |
| -------------------- | -------------------------- | -------------- |
| Max Tennyson         | Paul Eiding                | Szersén Gyula  |
| Gwen Tennyson        | Ashley Johnson             | Dögei Éva      |
| Kevin Levin          | Greg Cipes                 | Kováts Dániel  |
| Zed                  | Paul Eiding                | ?              |
| Azmuth               | René Auberjonois           | Szokol Péter   |
| Blukic               | Paul Eiding                | ?              |
| Driba                | Eric Bauza                 | ?              |
| Paradox professzor   | David McCallum             | ?              |
| Kai Green            | Bettina Bush               | ?              |
| Sandra Tennyson      | Beth Littleford            | ?              |
| Ken Tennyson         | Scott Menville             | ?              |
| Ester                | Tara Platt                 | Dögei Éva      |
| Mr. Ignacius Baumann | Corey Burton               | ?              |
| Pakmar               | Tara Strong                | ?              |
| Argit                | Alexander Polinsky         | ?              |
| Blarney T. Hokestar  | Charles Adler              | ?              |
| Rad Dudesman         | Carlos Alazraqui           | Kerekes József |
| Fistina              | Morgan Lofting             | ?              |
| Jimmy Jones          | Scott Menville             | ?              |
| J. Jonah Jones       | Scott Menville             | ?              |
| Skurd                | David Kaye                 | ?              |
| Molly Gunther        | Tara Strong                | ?              |
| Lucy Mann            | Tara Strong                | ?              |
| Hobble               | Steven Blum                | ?              |
| Magiszter Arnux      | Bumper Robinson            | ?              |
| Zorian               | Dee Bradley Baker          | ?              |
| Helen Wheels         | Juliet Landau              | ?              |
| Manny Armstong       | Khary Payton               | ?              |
| Alan Albright        | Bumper Robinson            | ?              |
| Magistrata           | Juliet Landau              | ?              |
| Wat-Senn seriff      | Dee Bradley Baker          | ?              |
| Scout                | Carlos Alazraqui           | ?              |
| Jerry                | Eric Bauza                 | ?              |
| Morty                | Kevin Michael Richardson   | ?              |
| Bryk                 | Jeff Bennett               | ?              |
| Stick Doug           | Rob Paulson                | ?              |
| Elliot               | Bumper Robinson            | ?              |
| I.M. Werfzel         | Michael Dorn               | ?              |
| Wes Green            | Miguel Nájera              | ?              |
| George Washington    | David Kaye                 | ?              |
| Rook Da              | Eric Bauza                 | ?              |
| Rook Bralla          | Kimberly Brooks            | ?              |
| Rook Shar            | Alanna Ubach               | Erdős Borcsa   |
| Rook Shim            | Tara Strong                | ?              |
| Rook Ben             | Alanna Ubach               | ?              |
| Rayona               | Kimberly Brooks            | Czető Zsanett  |
| Luhley               | Kate Miccuci               | ?              |
| Chadzmuth            | Rob Paulsen                | ?              |
| Ujin                 | Kevin Michael Richardson   | ?              |
| Y-it                 | Tara Strong                | ?              |
| Fergi                | Tara Strong                | ?              |
| Duffy                | Tara Strong                | ?              |
| Galván katonák       | Tara Strong                | ?              |
| Galván őrnagy        | Paul Eiding                | ?              |
| ML-E                 | Tara Strong Tara Platt     | ?              |
| ML-E anyukája        | Tara Strong                | ?              |
| N-8                  | Yuri Lowenthal             | ?              |
| E-N                  | Dee Bradley Baker          | ?              |
| DJ                   | Tara Platt Bumper Robinson | ?              |
| N-D                  | Bumper Robinson            | ?              |